# 基爾河
基爾河（Kiir River）又稱為阿拉伯河（Bahr al-Arab），是非洲的河流，是加扎勒河的支流，屬於尼羅河流域的一部分，河道全長約800公里，發源自邦戈山和馬拉山脈，流經蘇丹西南部，成為蘇丹和南蘇丹接壤邊境的一部分。

## 外部連結
- ‘Arab, Baḩr al （页面存档备份，存于）, GEOnet Names Server

9°2′N 29°28′E / 9.033°N 29.467°E